# Branddirektør
Branddirektør var en titel på en lokal embedsmand i Danmark, der havde ansvar for både brandsikkerhed og brandforsikring. Senere overgik branddirektørerne til de private forsikringsselskaber.
Ved forordning af 26. marts 1800 bestemtes det, at der i hvert amt skulle ansættes en af kongen udnævnt branddirektør med den dobbelte opgave at fungere som brandpoliti på landet og at være den stedlige repræsentant for den 1792 som statsinstitution organiserede Almindelige Brandforsikring for Landbygninger. Senere overdroges det også branddirektøren at foretage opmåling af bygninger på landet til bygningsafgift. Branddirektøren var således oprindeligt en kgl., med øvrighedsmyndighed udrustet embedsmand.
I midten af 1800-tallet omdannedes stillingen efterhånden fuldstændigt. Den kgl. udnævnelse afløstes 1851 af konstitution ved Justitsministeriet, politifunktionerne bortfaldt 1864, og efter at Landbygningernes alm. Brandforsikring i henhold til loven af 23. april 1870 var omdannet til et privat forsikringsselskab, blev branddirektøren endelig en funktionær i dette selskabs tjeneste. Af sine forretninger for staten bevarede branddirektøren kun, hvad der stod i forbindelse med bygningsafgiften, men senere bortfaldt bygningsafgiften og dermed også denne opgave.
De branddirektøren påhvilende forretninger bestod omkring 1920 navnlig i at modtage indtegning af forsikringer, foranstalte brandtaksationer og vurderinger af brandskade og føre tilsyn med de forsikrede bygninger. Også under Købstædernes Brandforsikring var der ansat branddirektører, men stillingerne som sådanne blev først oprettede 1870, efter at det var bestemt, at forsikringen skulle omdannes til et privat selskab. Så længe den var en ren statsinstitution, besørgedes de tilsvarende forretninger af byskriverne. Branddirektørerne i købstæderne oppebar også brandkontingentet, hvor dette ikke ifølge overenskomst med byrådet blev erlagt til kæmneren. På landet opkrævedes det derimod altid igennem amtstuen.